# Van Halen

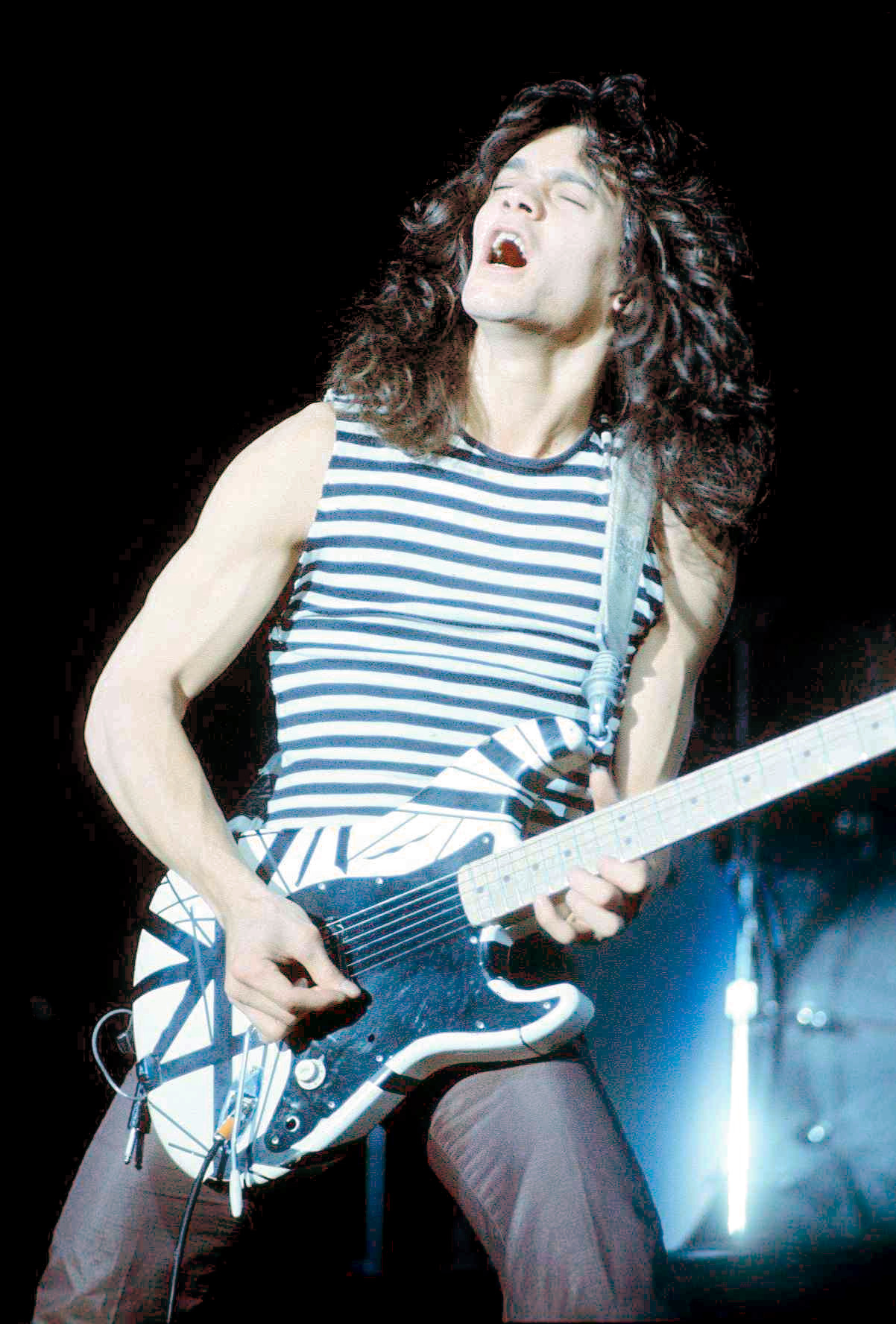
Eddie Van Halen in den späten 70er Jahren

Van Halen war eine Hard-Rock-Band aus den USA. Sie wurde 1972 gegründet und ist nach ihrem Gitarristen Eddie Van Halen und seinem Bruder, dem Schlagzeuger Alex Van Halen, benannt. Nach Eddie Van Halens Tod im Jahr 2020 löste sich die Band auf.

## Geschichte

### Vorgeschichte
Die Familie van Halen emigrierte 1962 von Nijmegen in den Niederlanden nach Pasadena in Kalifornien. Die Mutter der Brüder stammte aus Indonesien und Jan van Halen, der holländische Vater von Eddie und Alex, war ein professioneller Musiker. Er spielt auf dem Song Big Bad Bill Is Sweet William Now des Albums Diver Down (1982) Klarinette. Als Kinder bekamen Alex (der ältere der beiden Brüder) und Eddie klassischen Klavierunterricht. Alex lernte zusätzlich Gitarre zu spielen, während sich Eddie für das Schlagzeug interessierte. Eddie musste aber bald eingestehen, dass sein Bruder dafür besser geeignet war, und wechselte daher seinerseits zur Gitarre.

### 1972: Bandgründung
1972 gründeten die Van-Halen-Brüder ein Trio namens Mammoth mit Eddie als Sänger und Mark Stone am Bass. Das Soundsystem liehen sie sich von David Lee Roth, entschieden dann aber, das Geld zu sparen, und gaben Roth die Rolle des Leadsängers. 1974 wurde Stone durch Michael Anthony ersetzt. Nach weiteren Versuchen mit Bandnamen wie The Broken Combs und Rat Salad (nach dem gleichnamigen Song von Black Sabbath) entschied sich die Band auf einen Vorschlag von Roth hin für Van Halen, was sich nach Ansicht von Eddie van Halen „wie eine deutsche Atombombe anhört“.
Die Band wurde in der Club-Szene von Los Angeles bekannt. 1976 sah Gene Simmons, der Kopf der Band KISS, einen Auftritt von Van Halen und finanzierte die Produktion eines Demobandes. Die Band spielte zudem im Vorprogramm von Nils Lofgren, Santana und UFO. Später erhielt die Band einen Plattenvertrag durch Mo Ostin, einen leitenden Angestellten der Warner Bros., und durch Ted Templeman, den Produzenten ihrer ersten Alben, dem die Band von Simmons empfohlen worden war.

### 1978 bis 1984: Plattendebüt und1984
Ihre erfolgreichsten Alben waren das 1978 erschienene Debütalbum Van Halen (mit der als Single-Auskopplung erfolgreichen Coverversion von You Really Got Me der Band The Kinks) und die Anfang 1984 veröffentlichte Platte 1984. Beide Alben bekamen im Laufe der Zeit Diamantauszeichnungen (= 10× Platin) für je mehr als 10 Millionen verkaufte Exemplare. Außerdem werden beide Alben als Meilensteine im Rock ’n’ Roll angesehen, weil sie musikalische Innovationen beinhalten (die Songs Runnin’ with the Devil und Jump, veröffentlicht 1984 auf dem Album 1984, gehören zu den 500 einflussreichsten Rock-Songs in der Rock and Roll Hall of Fame). Die zweite Produktion der Band, Van Halen II, erreichte Platz 6 der US-Charts, ebenso wie das folgende Women and Children First, und ihr viertes Album, Fair Warning, kam bis auf Platz 5. Alle folgenden Alben erreichten die Top 5.
Der Glam-Metal-Sound der Band ist in den Jahren der Originalbesetzung als ausgesprochen roh und „live“ zu bezeichnen. Tatsächlich wurden alle in diesem Zeitraum aufgenommenen Songs live, also im Studio zeitgleich am Stück eingespielt. Nachträgliche Aufnahmen bezogen sich lediglich auf Gesang oder (in absoluten Ausnahmefällen) eine zweite Gitarrenspur. Laut Aussage des Bassisten Michael Anthony waren die so entstandenen Aufnahmen, bei denen lediglich die „Applaus-Spur“ fehlte, ein Grund dafür, dass die Band ihre erste Live-CD erst 1992 veröffentlichte.

### 1985–2006: Mit Sammy Hagar und Gary Cherone
Das Jahr 1985 markierte einen Wendepunkt in der Bandgeschichte: David Lee Roth verließ die Band im Streit und begann eine Solokarriere, ersetzt wurde er durch Sammy Hagar, der zuvor bei Montrose und dann solo gesungen hatte. Laut Alex van Halen war Hagar bereits vor den Aufnahmen zum ersten Album der Band als Sänger im Gespräch gewesen, man kannte sich also. Das erste gemeinsame Album trug den Titel 5150; so heißt auch das Studio, in dem einige der Alben von Van Halen aufgenommen wurden. Mit der Hitsingle Why Can’t This Be Love gelang ein Nachfolgehit für Jump, worauf eine erfolgreiche Tournee durch die USA folgte. 1987 produzierte Eddie Van Halen ein Soloprojekt des Sängers Sammy Hagar. 1988 veröffentlichte die Band das Album OU 812 (sprich: Oh, you ate one, too); hier handelt es sich um eine Anspielung auf David Lee Roth, der sein Soloalbum Eat ’Em and Smile benannt hatte.
Mit beiden Alben erreichte die Band erstmals in der Karriere Platz 1 der US-Charts. Das 1991er Album For Unlawful Carnal Knowledge (F.U.C.K.) mit dem Hit Right Now war ebenfalls erfolgreich, und die folgende US-Tournee wurde zu einer der erfolgreichsten Konzertreisen einer Band durch amerikanische Hallen. Das Ergebnis dieser Tour dokumentieren das Livealbum Live: Right Here, Right Now und ein ebenso betiteltes Live-Video, nach Live Without a Net bereits das zweite der Sammy-Hagar-Ära. Später enthüllte Hagar in seiner Autobiographie, dass Alex und Eddie Van Halen darauf bestanden hatten, das gesamte vermeintliche Livematerial vor der Veröffentlichung noch einmal komplett neu einzuspielen; dieser Darstellung wurde seitens der Brüder Van Halen nie widersprochen. 1995 veröffentlichte die Band mit Balance das letzte Studioalbum mit Hagar. Dieser verließ nach bandinternen Streitigkeiten sowie einer letzten gemeinsamen Arbeit am Soundtrack zum Film Twister die Gruppe.
1996 erschien mit Best Of – Volume I das erste Best-of-Album von Van Halen. Neben einigen der wichtigsten Klassiker enthielt es zwei neue Stücke, die überraschenderweise vom ehemaligen Sänger David Lee Roth gesungen wurden. Die erwartete Reunion der alten Bandbesetzung kam aber nicht zustande, da es erneut zu Streit mit Roth kam. Eine noch größere Überraschung wurde die Präsentation des neuen Sängers: Gary Cherone, ehemaliger Frontman der amerikanischen Hard-Funkrock-Band Extreme um den Gitarristen Nuno Bettencourt, ersetzte Hagar. Die kreative Zusammenarbeit war allerdings nicht von langer Dauer. Gary Cherone verließ die Band nach dem Album Van Halen 3 und einer Welttournee im November 1999. Herbeigeführt wurde diese Entscheidung durch die schlechten Kritiken, die enttäuschten Reaktionen der Fans von Van Halen und den geringen kommerziellen Erfolg des Albums.
Es folgte eine Pause für die Band. Eddie Van Halen hatte in dieser Zeit einige private Krisen zu bewältigen. Dem Kampf gegen eine Krebserkrankung und Alkoholsucht folgte die Scheidung von seiner Ehefrau und Mutter seines Sohnes, Valerie Bertinelli. Nach vielen Spekulationen um die Zukunft der Band folgte im Frühjahr 2004 die Ankündigung einer Sommertournee durch die USA. Als Sänger wurde noch einmal Hagar verpflichtet. Die Band veröffentlichte das zweite Best-of-Album The Best of Both Worlds mit drei neuen Stücken, gesungen von Hagar.
Nach dem Abschluss der Tournee im November 2004 war die weitere Zukunft von Van Halen wieder offen. Eddie Van Halen arbeitete mit dem Pornoregisseur Michael Ninn zusammen; ein gemeinsam produzierter Soundtrack beinhaltet drei neue Songs und ein dazugehöriges explizites Musikvideo zu Ninns neuesten Pornofilmen. Sänger Sammy Hagar war zunächst mit Michael Anthony unter dem Bandnamen The Other Half auf Tour; anschließend gründeten sie gemeinsam mit Joe Satriani und Chad Smith, dem Schlagzeuger der Red Hot Chili Peppers, eine Supergroup namens Chickenfoot. Im November 2006 gaben Van Halen den Einstieg von Eddies 15-jährigem Sohn Wolfgang Van Halen als Ersatz für den langjährigen Bassisten und Backgroundsänger Michael Anthony bekannt.

### 2007: Rückkehr von Roth
Im Februar 2007 wurde eine Tour mit David Lee Roth als Sänger bestätigt und eine Tour durch 40 Städte Nordamerikas für den Sommer 2007 angekündigt. Dabei ließ Eddie Van Halen verlauten, dass er sich sehr freue, „zu den Wurzeln von Van Halen zurückzukehren“. Die Tour wurde verschoben. Im März wurde die Gruppe in die Rock and Roll Hall of Fame in Cleveland aufgenommen. Bei der Preisverleihung im New Yorker Hotel Waldorf Astoria waren lediglich der Ex-Sänger Sammy Hagar sowie der Ex-Bassist und Backgroundsänger Michael Anthony aus der alten Besetzung anwesend. Eddie Van Halen nahm aufgrund einer im März 2007 begonnenen Alkoholentziehungskur nicht teil. Der Sänger David Lee Roth und der Schlagzeuger Alex Van Halen blieben der Verleihung fern. Der Sänger Gary Cherone wurde bei der Ehrung als einziges ehemaliges Mitglied der Band nicht berücksichtigt, wurde jedoch in der Dankesrede von Michael Anthony erwähnt.
Im Mai 2007 beendete Eddie Van Halen die Entziehungskur. Im August gaben Van Halen auf einer Pressekonferenz ihre Comeback-Tournee bekannt, die von September bis April 2008 dauerte. Unter anderem spielten Van Halen im März 2008 im ausverkauften Madison Square Garden in New York City. Sänger dieser Tour war David Lee Roth, am Schlagzeug Alex van Halen, Gitarrist Eddie van Halen und am Bass spielte Eddies Sohn Wolfgang van Halen.

### 2011–2020

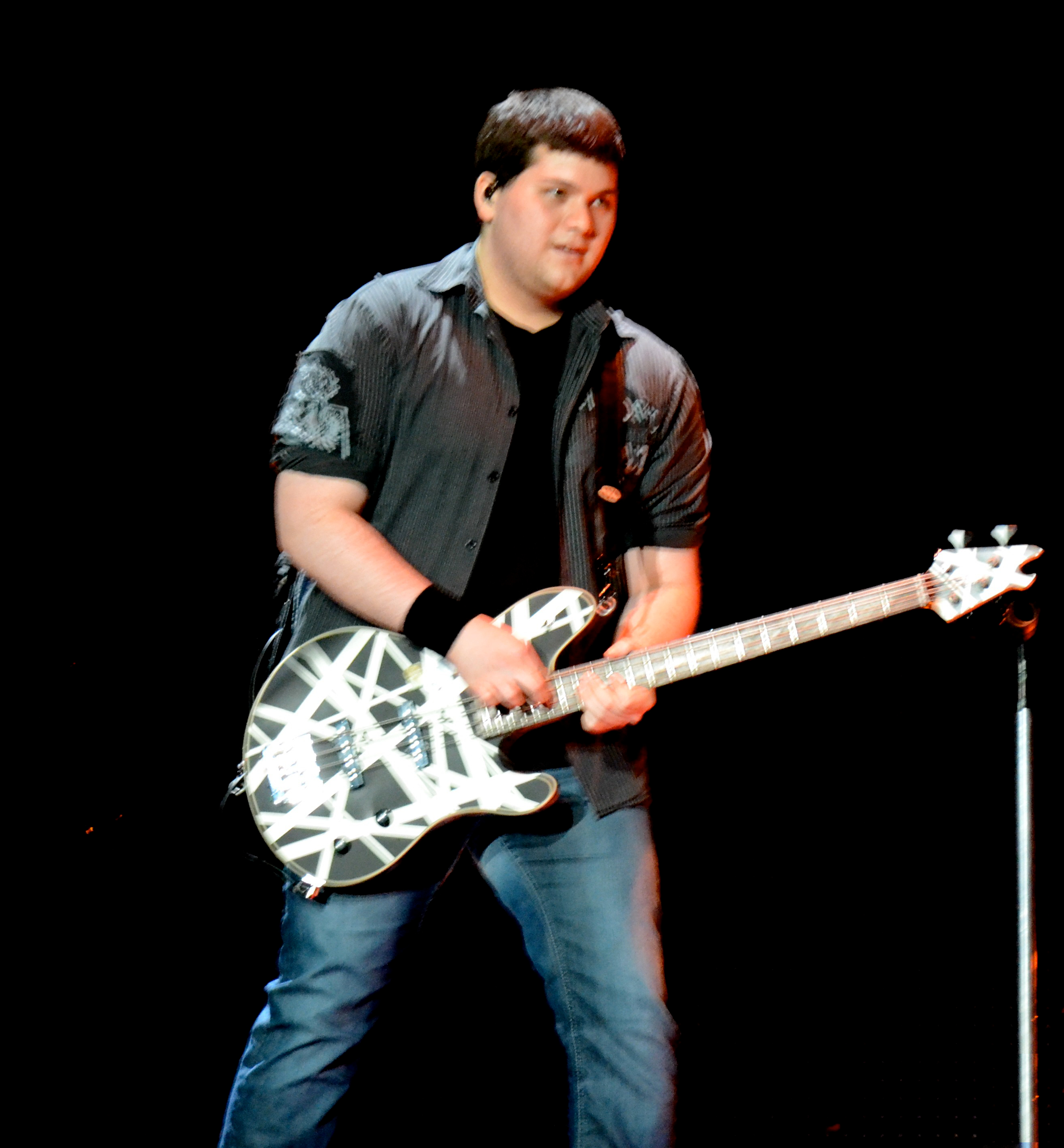
Wolfgang van Halen, 2012

Im Januar 2011 wurde bekannt, dass sich die Gruppe im Studio befinden soll, um an einem neuen Album zu arbeiten. Von Seiten der Band gab es keinerlei Kommentare dazu, der Produzent John Shanks, der die Aufnahmen betreuen soll, verbreitete die Nachricht jedoch über seinen Twitter-Account. Die CD sollte das erste gemeinsame Album der Band mit David Lee Roth sein, nachdem dieser 1985 die Band verlassen und Van Halen sich mit Sänger Sammy Hagar musikalisch verändert hatte. Für September und Oktober 2011 war die Gruppe bereits als Headliner des in Australien stattfindenden Rock-Festivals Soundwave Revolution gebucht. Allerdings wurde das Festival im August 2011 abgesagt.
Im Februar 2012 wurde das neue Album A Different Kind of Truth veröffentlicht. Neben den neuen Songs der Band enthält es auch Lieder, die es als Demos schon zu Beginn der Karriere der Band gab, so zum Beispiel She’s the Woman, das 1976 Bestandteil des Bandes war, das Gene Simmons produziert hatte. Eine erste Singleauskopplung namens Tattoo, die auf dem 1977 nicht veröffentlichten Song Down in Flames basiert, ließ sich bereits vorab auf diversen Seiten im Internet probehören und erwerben. Im März 2015 erschien das erste und einzige Live-Album mit David Lee Roth Tokyo Dome Live in Concert. Die letzte Tour der Band (durch Nordamerika) fand im Jahr 2015 statt, das letzte Konzert in der Hollywood Bowl.
Eddie Van Halen starb am 6. Oktober 2020 an Krebs; am gleichen Tag wurde die Auflösung der Band bekanntgegeben.

## Der Gitarrist Eddie Van Halen
Das Solo Eruption vom Debütalbum machte das Tapping populär. Eddie Van Halens Solo im Michael-Jackson-Song Beat It (1983) machte ihn breiter bekannt. Eddie Van Halen besaß ein US-Patent über eine Gitarren-Erweiterung, die das Tappen auf dem Instrument unterstützt und erleichtert.

## Diskografie
Studioalben

| Jahr | Titel Musiklabel                                   | Höchstplatzierung, Gesamtwochen, AuszeichnungChartplatzierungen (Jahr, Titel, Musiklabel, Platzierungen, Wochen, Auszeichnungen, Anmerkungen) | Höchstplatzierung, Gesamtwochen, AuszeichnungChartplatzierungen (Jahr, Titel, Musiklabel, Platzierungen, Wochen, Auszeichnungen, Anmerkungen) | Höchstplatzierung, Gesamtwochen, AuszeichnungChartplatzierungen (Jahr, Titel, Musiklabel, Platzierungen, Wochen, Auszeichnungen, Anmerkungen) | Höchstplatzierung, Gesamtwochen, AuszeichnungChartplatzierungen (Jahr, Titel, Musiklabel, Platzierungen, Wochen, Auszeichnungen, Anmerkungen) | Höchstplatzierung, Gesamtwochen, AuszeichnungChartplatzierungen (Jahr, Titel, Musiklabel, Platzierungen, Wochen, Auszeichnungen, Anmerkungen) | Anmerkungen                                                   |
| Jahr | Titel Musiklabel                                   | DE | AT | CH | UK | US | Anmerkungen                                                   |
| ---- | -------------------------------------------------- | --- | --- | --- | --- | --- | ------------------------------------------------------------- |
| 1978 | Van Halen Warner Bros. Records                     | DE— GoldDE | — | — | UK34 Gold · (11 Wo.)UK | US19 Diamant · (173 Wo.)US | Erstveröffentlichung: 10. Februar 1978 Verkäufe: + 17.000.000 |
| 1979 | Van Halen II Warner Bros. Records                  | DE24 (6 Wo.)DE | — | — | UK23 (7 Wo.)UK | US6 ×5Fünffachplatin · (47 Wo.)US | Erstveröffentlichung: 23. März 1979 Verkäufe: + 8.000.000     |
| 1980 | Women and Children First Warner Bros. Records      | DE19 (18 Wo.)DE | — | — | UK15 (7 Wo.)UK | US6 ×3Dreifachplatin · (31 Wo.)US | Erstveröffentlichung: 26. März 1980 Verkäufe: + 6.000.000     |
| 1981 | Fair Warning Warner Bros. Records                  | DE37 (10 Wo.)DE | — | — | UK49 (4 Wo.)UK | US5 ×2Doppelplatin · (23 Wo.)US | Erstveröffentlichung: 29. April 1981 Verkäufe: + 3.000.000    |
| 1982 | Diver Down Warner Bros. Records                    | DE65 (1 Wo.)DE | — | — | UK36 (5 Wo.)UK | US3 ×4Vierfachplatin · (65 Wo.)US | Erstveröffentlichung: 14. April 1982 Verkäufe: + 5.000.000    |
| 1984 | 1984 Warner Bros. Records                          | DE11 Platin · (30 Wo.)DE | AT12 (6 Wo.)AT | CH7 (20 Wo.)CH | UK15 Gold · (25 Wo.)UK | US2 Diamant · (83 Wo.)US | Erstveröffentlichung: 9. Januar 1984 Verkäufe: + 17.000.000   |
| 1986 | 5150 Warner Bros. Records                          | DE11 Gold · (27 Wo.)DE | AT13 (4 Wo.)AT | CH16 (8 Wo.)CH | UK16 Silber · (18 Wo.)UK | US1 ×6Sechsfachplatin · (65 Wo.)US | Erstveröffentlichung: 24. März 1986 Verkäufe: + 11.000.000    |
| 1988 | OU812 Warner Bros. Records                         | DE12 (15 Wo.)DE | AT21 (4 Wo.)AT | CH9 (8 Wo.)CH | UK16 Silber · (12 Wo.)UK | US1 ×4Vierfachplatin · (48 Wo.)US | Erstveröffentlichung: 20. Mai 1988 Verkäufe: + 5.000.000      |
| 1991 | For Unlawful Carnal Knowledge Warner Bros. Records | DE6 (19 Wo.)DE | AT21 (11 Wo.)AT | CH11 (13 Wo.)CH | UK12 Silber · (5 Wo.)UK | US1 ×3Dreifachplatin · (74 Wo.)US | Erstveröffentlichung: 17. Juni 1991 Verkäufe: + 4.500.000     |
| 1995 | Balance Warner Bros. Records                       | DE8 (17 Wo.)DE | AT18 (8 Wo.)AT | CH6 (19 Wo.)CH | UK8 (4 Wo.)UK | US1 ×3Dreifachplatin · (41 Wo.)US | Erstveröffentlichung: 24. Januar 1995 Verkäufe: + 6.500.000   |
| 1998 | Van Halen III Warner Bros. Records                 | DE13 (5 Wo.)DE | AT23 (3 Wo.)AT | CH38 (3 Wo.)CH | UK43 (2 Wo.)UK | US4 Gold · (12 Wo.)US | Erstveröffentlichung: 17. März 1998 Verkäufe: + 1.000.000     |
| 2012 | A Different Kind of Truth Interscope Records       | DE8 (6 Wo.)DE | AT17 (4 Wo.)AT | CH6 (6 Wo.)CH | UK6 (4 Wo.)UK | US2 (17 Wo.)US | Erstveröffentlichung: 3. Februar 2012 Verkäufe: + 1.000.000   |

grau schraffiert: keine Chartdaten aus diesem Jahr verfügbar
- Frontcover zu Diver Down